# Berthold von Leiningen
Berthold von Leiningen († 12. Mai 1285) war von 1257 bis zu seinem Tode 1285 Bischof von Bamberg.

## Berthold im Familienkontext
Die Grafen und Fürsten von Leiningen sind ein einflussreiches pfälzisches Adelsgeschlecht. Stammsitz war Burg Altleiningen. Seine Eltern sind Friedrich II. Graf von Leiningen und Agnes von Eberstein, Schwester des Grafen Eberhard IV. von Eberstein und Cousine der Hl. Hedwig. Bertholds Bruder Heinrich von Leiningen war Bischof von Speyer, das gleiche Amt bekleidete schon zuvor sein Onkel Konrad von Eberstein; sein Großonkel Poppo von Meran war Bischof von Bamberg. Aus dem Geschlecht stammt auch Gottfried von Leiningen, Bischof von Mainz (1396–1397). Bischof Eberhard I. von Worms († 1277) war sein Cousin.

## Berthold als Bischof
Zur Zeit der Ernennung zum Bischof war Richard von Cornwall König des Heiligen Römischen Reiches, ihm stand als Gegenkönig Alfons X. von Kastilien gegenüber. Papst war Alexander IV. (siehe auch Liste der Staatsoberhäupter 1257).
Er weiht auf Ansuchen des Rudolf I. von Habsburg das Bamberger Kloster in der Au, welches von Karmeliten betrieben wird. Er gründet weitere Klöster in Nürnberg und Himmelkron. Im Langenstadter Vertrag gelingt es ihm 1260 den Erbfolgestreit mit den Andechs-Meraniern zu beenden.
Die Ortschaft Melkendorf findet 1277 ihre erste urkundliche Erwähnung, als sie der Bischof an das Kloster Langheim verkauft.
1280 erwirbt er Schloss und Dorf Schönbrunn im Steigerwald und errichtet dort ein Amt, welches über mehrere Jahrhunderte Bestand hat, bis es letztlich vollständig im 18. Jahrhundert im Amt Burgebrach aufgeht.